# Sambouk
Pour un article plus général, voir Boutre.
Un sambouk  est un type de voilier traditionnel à deux mâts et voiles triangulaires, originaire de la mer Rouge et typique de la péninsule arabique.

## Description
Le sambouk est un navire de la famille des boutres, muni d'un château à l'arrière. Il est plus petit et a un arrière plus bas que le baggala, qui lui est proche.
Le sambouk possède en principe deux mâts inclinés vers l'avant et des voiles latines. Extrêmement rapide et manœuvrable, il est particulièrement adapté à la navigation en limite des hauts fonds coralliens et peut affronter tous les vents.
Le sambouk ressemble par certaines caractéristiques de la coque aux premières caravelles de pêche portugaises qui, à partir du XVe siècle, sillonnaient la région. Il est toujours construit de nos jours selon des plans et techniques séculaires

## Utilisation

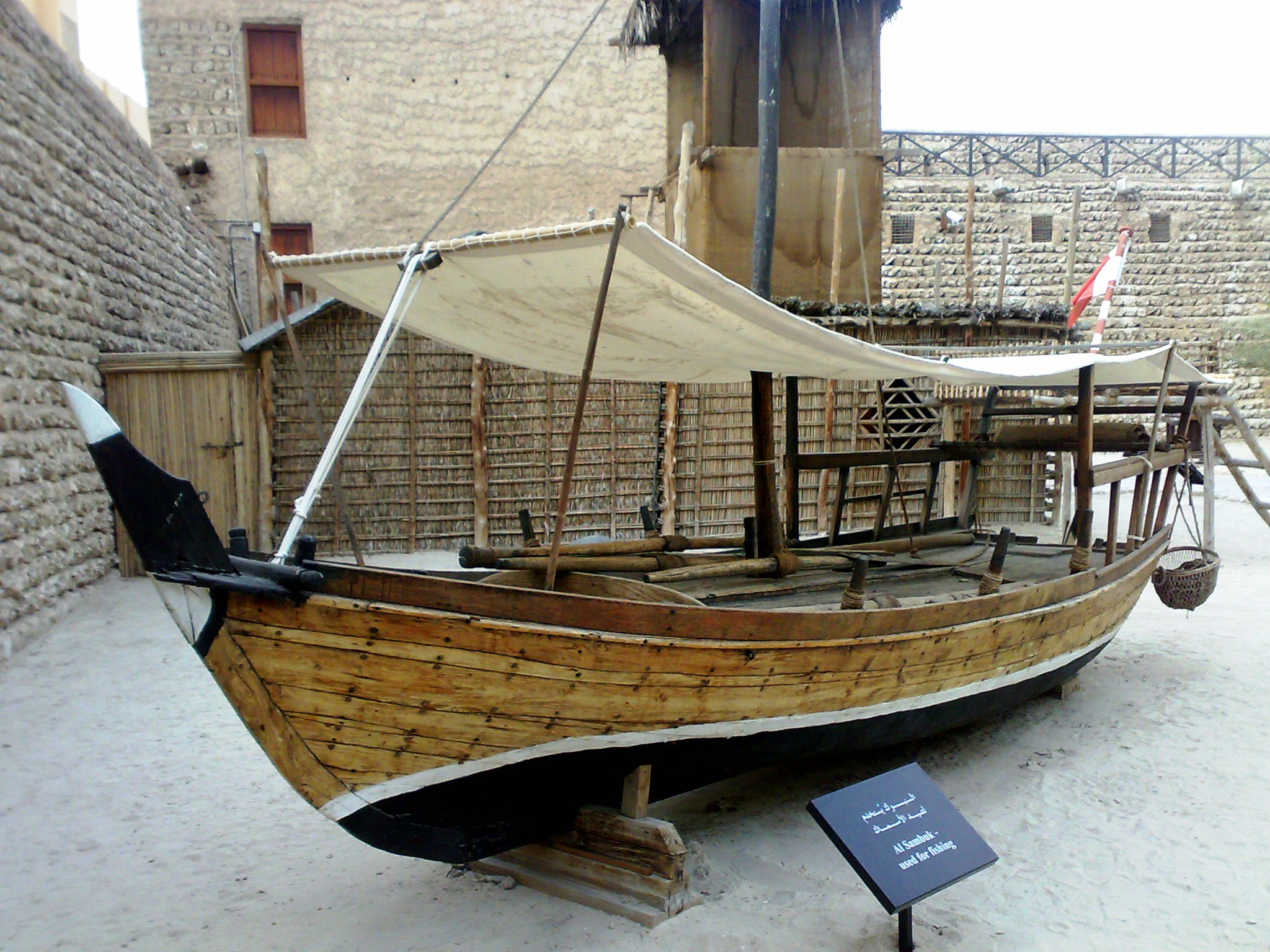
Sambouk.

Le sambouk est utilisé aussi bien pour la pêche que pour le commerce côtier. Dans le golfe Persique, il est également utilisé pour la pêche aux huîtres perlières.
Au début du XXe siècle, des sambouks étaient souvent armés pour servir à la contrebande et au commerce des esclaves destinés aux marchés du Moyen-Orient. La Marine de guerre italienne elle-même arma de canons de 37 mm sept sambouks (nommés Antilope, Camoscio, Capriolo, Cervo, Daino, Gazzella et Zebra) durant l'occupation coloniale de l'Afrique orientale italienne, afin de combattre ces trafics.